# Кухари (Сілезьке воєводство)
Кухари (пол. Kuchary) — село в Польщі, у гміні Мстув Ченстоховського повіту Сілезького воєводства.
Населення — 483 особи (2011).
У 1975-1998 роках село належало до Ченстоховського воєводства.

## Демографія
Демографічна структура станом на 31 березня 2011 року:
|          | Загалом | Допрацездатний вік | Працездатний вік | Постпрацездатний вік |
| -------- | ------- | ------------------ | ---------------- | -------------------- |
| Чоловіки | 244     | 45                 | 166              | 33                   |
| Жінки    | 239     | 36                 | 137              | 66                   |
| Разом    | 483     | 81                 | 303              | 99                   |